# شان دو
شان دو (چینی: 竇驍؛ زادهٔ ۱۵ دسامبر ۱۹۸۸) بازیگر اهل چین است. وی با لوریندا هو (دختر استنلی هو) سرمایه‌دار مشهور کازینو در ماکائو، ازدواج کرده است.
از فیلم‌ها یا برنامه‌های تلویزیونی که وی در آن نقش داشته‌است، می‌توان به طلسم گرگ اشاره کرد.